# Arnold Deutsch
Arnold Deutsch (1903 – 1942) è stato un agente segreto sovietico conosciuto principalmente per aver reclutato Kim Philby. 
Variamente descritto come austriaco, ceco o ungherese, gran parte della sua vita rimane sconosciuta o controversa.

## Biografia
Era un cugino di Oscar Deutsch, il proprietario della catena di cinema Odeon. Sebbene affermasse di essere un ebreo osservante per mascherare il suo ruolo di agente comunista, Deutsch in realtà non era praticante.
A 24 anni, Deutsch ha conseguito con lode il suo dottorato di ricerca in chimica presso l'Università di Vienna. Inoltre, era un seguace di Wilhelm Reich e del suo movimento "sex-pol".
Il suo notevole curriculum accademico gli ha permesso di penetrare nelle più alte istituzioni in molti paesi occidentali.

## Carriera
Nello stesso periodo, Deutsch ha intrapreso la sua relazione con il comunismo e l'Unione Sovietica, che durerà per tutta la sua vita. Negli anni '20 lavorava per l'Otdel mezhdonarodnoi sviazi (OMS), descritto come "il dipartimento più segreto" del Comintern. Uno dei suoi collaboratori era Edith Suschitzky (Edith Tudor-Hart da sposata), che incontrò nel 1925 a Vienna e che sarebbe stato determinante nella sua successiva carriera di spionaggio.
Poco dopo aver lasciato l'università ha sposato una donna austriaca, Josefine. La coppia è stata reclutata dal Comintern e ha lavorato per l'OMS. Nei due anni successivi hanno viaggiato in tutto il mondo lavorando come corrieri.
Nel 1933, Deutsch è stato arrestato dalle autorità naziste in Germania ma è stato rilasciato con l'aiuto di Willi Lehmann, un agente sovietico con un importante ruolo all'interno della Gestapo.
Deutsch si è poi recato in Gran Bretagna sotto vera identità, in modo che le sue credenziali universitarie fossero valide. Al suo arrivo in Inghilterra, Deutsch ha studiato psicologia all'università di Londra, come copertura per il lavoro di spionaggio in Inghilterra.
A metà degli anni Trenta Deutsch occupava l'appartamento 7 dell'edificio Isokon a Lawn Road, Hampstead, a nord di Londra.
Lo scrittore Nigel West (Rupert Allason) afferma, sulla base delle informazioni fornite nel 1940 dal disertore sovietico Walter Krivitsky, che Deutsch era stato un assistente della spia sovietica senior di nascita lettone Adam Purpis, che secondo la stessa fonte tra il 1931 e il 1934 era il NKVD Illegal Rezident, cioè agente che opera fuori dall'ambasciata, del Regno Unito.
L'eredità che deriva dalla permanenza di Deutsch nel Regno Unito è la strategia di reclutamento di agenti di grande successo escogitata. Deutsch ha osservato che l'elevata quantità di studenti comunisti e il costante ricambio dovuto all'immatricolazione e alla laurea fornivano un eccellente terreno di reclutamento. L'idea era di selezionare studenti capaci e idealisti e di fargli prendere pubblicamente le distanze dal comunismo, in modo tale che potessero penetrare nel governo britannico e nelle sfere dell'intelligence. Il precedente coinvolgimento di questi studenti nel Comunismo sarebbe stato trascurato dagli inglesi e considerato un semplice errore giovanile. Questa strategia ha prodotto molti agenti ben piazzati, in particolare i Cinque di Cambridge, il primo dei quali è stato Kim Philby, che Deutsch ha reclutato direttamente.
Quando Litzi Friedmann e Kim Philby, che si erano appena sposati a Vienna, arrivarono a Londra nel 1934, Edith Tudor-Hart suggerì a Deutsch che l'NKVD reclutasse Friedmann e Philby come agenti. Deutsch reclutò Kim Philby a Regent's Park, Londra, il 1° luglio 1934.
Deutsch disse a Philby che avrebbe dovuto interrompere tutti i contatti comunisti e avrebbe dovuto creare una nuova immagine politica come simpatizzante dei nazisti. "Deve diventare, all'apparenza, un membro convenzionale della stessa classe a cui era impegnato a opporsi", gli disse Deutsch. "Il movimento antifascista ha bisogno di persone che possano entrare nella borghesia". Deutsch gli diede una nuova fotocamera subminiatura Minox e un nome in codice (Sohnchen). Iniziò a istruire Philby sui rudimenti del mestiere: come organizzare un incontro; dove lasciare i messaggi; come rilevare se il suo telefono era disturbato; come individuare una coda e come perderne una. Il suo primo compito fu quello di spiare suo padre, Harry St John Bridger Philby, poiché si credeva che avesse importanti documenti segreti nel suo ufficio.
Deutsch poi ha continuato la sua attività reclutando Donald Maclean e Guy Burgess nel 1934. Usando il nome in codice Otto, Deutsch fu il controllore delle spie Cambridge Five dal 1933 al 1937, quando fu sostituito da Theodore Maly . Mentre era a Londra, Deutsch fungeva anche da handler per Percy Glading, che gestiva lo spionaggio all'interno del Woolwich Arsenal e che ottenne i progetti del nuovissimo e altamente segreto cannone navale britannico.
Durante la sua permanenza nel Regno Unito, a Deutsch fu affidato il compito di valutare una recluta americana, Michael Straight, che però non fece colpo su di lui. La valutazione di Deutsch su Straight è dovuta essere confermata circa trent'anni dopo, nel 1963, quando Straight decise di informare volontariamente Arthur M. Schlesinger Jr., un amico di famiglia, sui suoi legami comunisti ai tempi degli studi all'Università di Cambridge. Questa confessione portò ad esporre Anthony Blunt come reclutatore e membro della rete di spie Cambridge Five.
Nel settembre 1937, nel mezzo delle purghe fatali nei processi farsa di Mosca, Deutsch fu richiamato a Mosca. A quel tempo, Deutsch correva un grosso rischio di essere scoperto in Europa occidentale, a causa delle defezioni degli agenti sovietici di alto livello Ignace Reiss e Walter Krivitsky; lui era a conoscenza di alcuni elementi delle loro operazioni.
Tornato a Mosca, Deutsch fu ampiamente interrogato e riuscì a sfuggire all'esecuzione, che all'epoca era il destino di molti comunisti totalmente leali. Fu assunto come esperto di falsificazione e scrittura a mano e non gli fu permesso di tornare all'estero fino ai primi anni '40.

## Destino sconosciuto
Il destino finale di Deutsch è incerto. Tra le teorie proposte da vari autori, si dice che Deutsch sia stato catturato e ucciso dai nazisti dopo essersi paracadutato in Austria o che sia annegato quando la sua nave è stata affondata da un sottomarino mentre era in viaggio per New York, dove avrebbe dovuto lavorare con le reclute dell'NKVD.
La quarta e ultima moglie di Kim Philby, Rufina, cita la storia dell'annegamento, ma dice che le fonti russe sono divise su dove fosse diretto Deutsch quando la sua nave, la Donbass, fu affondata durante il viaggio verso gli Stati Uniti. Dice che il volume 3 della storia del KGB afferma che la destinazione finale di Deutsch era l'America Latina, ma poi dice che Allen Weinstein e Alexander Vasilliev, citando i file del KGB, scrivono, in Haunted Wood, che Deutsch era diretto alla residenza di New York per espandere le sue operazioni.

## Nella cultura di massa
Nel serie televisiva in quattro parti della BBC del 2003 Cambridge Spies sui Cinque di Cambridge, Deutsch è stato interpretato nei primi due episodi da Marcel Iureș.